# Phanacis pilicornis
Phanacis pilicornis är en stekelart som först beskrevs av Thomson 1877.  Phanacis pilicornis ingår i släktet Phanacis, och familjen gallsteklar. Arten är reproducerande i Sverige.